# Summerfool (ep)
Cd-ep-udgivelse af moi Caprice fra oktober 2002.

## Sange
1. "Summerfool"
2. "Riding In Cars With Girls"
3. "Born To Run (Live)"
4. "A Midsummer Nights Fool"
5. "Summerfool (Video)"